# Professional Golfers' Association of America
A Professional Golfers' Association of America (em português: Associação de Golfistas Profissionais da América (PGA da América);abreviação: PGA of America) é uma organização americana de profissionais de golfe fundada em 1916. Com quase 29.000 membros, o objetivo da PGA of America é estabelecer e elevar os padrões da profissão e aumentar o interesse e a participação no jogo de golfe.
Em 1968, o PGA Tour se desassociou do PGA of America como uma organização separada com o intuito de administrar tours de golfe profissionais. Ainda assim, o PGA of America ainda organiza diretamente vários torneios de golfe, incluindo o PGA Championship, o Senior PGA Championship e o Women's PGA Championship .
Em 4 de dezembro de 2018, a PGA of America anunciou planos para mudar sua sede de Palm Beach Gardens, Flórida, para um empreendimento planejado de uso misto de 600 acres em Frisco, Texas. O local em Frisco tem dois campos de golfe: Fields Ranch East e Fields Ranch West.

## História
A Professional Golfers' Association of America foi fundada em 10 de abril de 1916, mas a origem da primeira entidade de golfe totalmente profissional nos Estados Unidos foi firmada por um almoço em 17 de janeiro do mesmo, oferecido por Rodman Wanamaker na sua loja em Nova Iorque. Sessenta participantes foram convidados pelo Taplow Club, que na época era um grupo empresarial dentro da Wanamaker's Store e era liderado pelo golfista profissional Tom McNamara de Brookline, Massachusetts, considerado um excelente jogador e vendedor talentoso. McNamara disse a Wanamaker que era o momento certo para reunir os profissionais dos Estados Unidos e que a publicidade gerada seria vantajosa. Em uma batalha de varejo com uma rival pela venda de bolas de golfe, a Wanamaker aprovou a iniciativa. Ele pediu a McNamara que organizasse o almoço convidando proeminentes líderes amadores e profissionais do golfe de todo o país.
O restaurante de Wanamaker no nono andar foi escolhido como o local para o almoço de segunda-feira, que atraiu o excepcional amador Francis Ouimet, que também era um famoso escritor, jogador e arquiteto iniciante do A.W. Tillinghast; e PC Pulver, o repórter do Evening Sun de Nova Iorque e um dos primeiros escritores de "batidas" de golfe de jornal que mais tarde serviu como o primeiro editor de The Professional Golfer, hoje PGA Magazine. A lista de convidados também incluiu alguns dos melhores profissionais dos EUA na época: Alex Smith, James Maiden, Robert White, Jack Mackie e Alex Pirie, bem como outros que tiravam seu sustento de seus empregos em instalações de golfe privadas e públicas.
O Taplow Club não era uma lanchonete ou restaurante. Em vez disso, era o apelido de Wanamaker para seu grupo de negócios na loja. Ele havia tirado o nome de uma propriedade palaciana que alugou em Taplow Court, a cerca de 40 quilômetros de Londres. Mais tarde, ele carimbaria "Taplow" nas bolas de golfe de marca própria de sua loja. Wanamaker, que não era jogador de golfe, nunca foi informado de ter comparecido ao almoço. Ele se encarregou de dar os detalhes a McNamara. Com o golfe se tornando cada vez mais popular nos Estados Unidos, McNamara acreditava que seus colegas profissionais poderiam se beneficiar trabalhando juntos. Wanamaker também acreditava que a consolidação de profissionais também melhoraria sua posição social, por muito tempo tratada pelos membros do clube como cidadãos de segunda classe.
O mestre de cerimônias Joseph H. Appel, vice-presidente da fundação da Wanamaker, apresentou a oferta da Wanamaker para conduzir um campeonato de match play para profissionais, semelhante ao Torneio News of the World da Grã-Bretanha. Appel também abordou o assunto de uma associação nacional de profissionais.
Além disso, a Wanamaker doaria uma taça e 2.580 dólares em prêmios em dinheiro e pagaria as despesas de viagem dos competidores. Essa "taça" se tornou o Troféu Rodman Wanamaker e o torneio o Campeonato da PGA . O Campeonato da PGA inaugural foi realizado de 10 a 14 de outubro de 1916, no Siwanoy Country Club em Bronxville, Nova Iorque, e foi vencido pelo inglês Jim Barnes .
O ex-secretário britânico da PGA, James Hepburn, sugeriu que os 32 últimos colocados no Aberto dos Estados Unidos seriam emparelhados para um jogo por buracos (match play), após a alegação de Robert White de que os Estados Unidos eram grandes demais para as eliminatórias da seção. O conceito de match play totalmente profissional estava em contraste direto com o formato de jogo da Associação de Golfe dos Estados Unidos. Wanamaker solicitou que a proposta para o campeonato dependesse da aprovação da USGA ou de outros órgãos governamentais.
Tillinghast se pronunciou e declarou que os profissionais deveriam ser independentes da USGA para lidar com seus próprios negócios e competições. O argumento de Tillinghast foi mantido, pois uma reunião organizacional subsequente foi planejada para o dia seguinte na loja de Wanamaker.
Os organizadores então formaram um grupo de sete pessoas cuja tarefa principal era definir os estatutos provisórios para a nova associação. Eles nomearam Hepburn para presidir um comitê organizacional de profissionais que incluía Maiden, White e Mackie, bem como Gilbert Nicholls, John "Jack" Hobens e Herbert Strong — nenhum do grupo era americano. Este grupo redigiu uma constituição, pedindo ajuda ao PGA britânico.
A agenda do almoço abordou a questão da palavra dos profissionais do golfe na organização e realização de torneios, entre outras questões laborais.
A resposta à criação de tal órgão foi positiva e reuniões adicionais se seguiram. Em 10 de abril de 1916, na sala de reuniões do segundo andar do Hotel Martinique, nasceu a Professional Golfers' Association of America. Foram eleitos 78 membros naquele dia, incluindo 35 membros fundadores da PGA, dos quais 28 nasceram fora dos EUA.
A Associação começou com sete Seções da PGA: Metropolitana, Estados do Centro, Nova Inglaterra, Sudeste, Central, Noroeste e Pacífico. Hoje, existem 41 Seções PGA em todo o país.
De 1934 a novembro de 1961, a PGA of America manteve uma cláusula de adesão "somente para caucasianos" em seus estatutos. A cláusula foi removida através da alteração de sua constituição. No ano anterior, havia votado para manter a cláusula e ganhou a ira do procurador-geral da Califórnia, Stanley Mosk, que ameaçou fechar o PGA no estado até que a cláusula fosse removida.
Com um aumento de receita no final dos anos 1960 devido à expansão da cobertura televisiva, surgiu uma disputa entre os profissionais de turismo e o PGA of America sobre como distribuir o lucro inesperado. Os jogadores do tour queriam prêmios maiores, onde o PGA desejava que o dinheiro fosse para o fundo geral para ajudar no crescimento do jogo em nível local. Após o último major em julho de 1968 no PGA Championship, vários profissionais importantes expressaram sua insatisfação com o local e a abundância de profissionais de clubes em campo. O aumento do atrito resultou em uma nova entidade em agosto, o que viria a se tornar o PGA Tour. Os jogadores do torneio formaram sua própria organização, a American Professional Golfers, Inc. (APG), independente da PGA of America. Depois de vários meses, um acordo foi alcançado em dezembro: os jogadores do tour concordaram em abolir o APG e formar a PGA "Divisão de Jogadores de Torneio", uma divisão totalmente autônoma sob a supervisão de um novo Conselho de Política de Torneio de 10 membros. O conselho consistia em quatro jogadores de tours, três executivos da PGA of America e três membros externos, inicialmente executivos de negócios. Ele contratou seu próprio comissário e foi renomeado como "PGA Tour" em meados da década de 1970.
Em outubro de 2014, o presidente da PGA, Ted Bishop, respondeu às críticas de Ian Poulter à capitania da Ryder Cup de Nick Faldo e Tom Watson chamando Poulter de "garotinha", o que levou à demissão de Bishop. A PGA chamou as declarações de Bishop de "inaceitáveis" e "insensíveis com base no gênero".

## Campeonatos
A PGA realiza os principais campeonatos masculinos, seniores e femininos anuais: o PGA Championship, o Senior PGA Championship e o Women's PGA Championship (que foi renomeado de LPGA Championship em 2015 após uma parceria entre o LPGA e o PGA of America para aumentar o perfil do evento) Todos os três torneios apresentam jogadores de golfe profissionais, mas seus campos também contêm vagas reservadas para profissionais de clubes.
A PGA realiza mais de 30 torneios para seus membros e aprendizes, incluindo o PGA Professional Championship e o Assistant PGA Professional Championship. Também coorganiza a Ryder Cup bienalmente, a PGA Cup e, em 2019, a inaugural Women's PGA Cup.

## Organização
A PGA está organizada em 14 distritos e 41 seções.
| District 1 - Northeast New York - Connecticut - New England District 2 - Metropolitan - New Jersey - Philadelphia District 3 - Alabama-Northwest Florida - Gulf States - Tennessee District 4 - Central New York - Tri-State - Western New York District 5 - Michigan - Northern Ohio - Southern Ohio | District 6 - Illinois - Indiana - Wisconsin District 7 - Gateway - Midwest - South Central District 8 - Iowa - Minnesota - Nebraska District 9 - Colorado - Rocky Mountain - Utah District 10 - Carolinas - Kentucky - Mid-Atlantic | District 11 - Aloha - Northern California - Southern California District 12 - Northern Texas - Southern Texas - Sun Country District 13 - Georgia - Northern Florida - Southern Florida District 14 - Pacific Northwest - Southwest |

### Profissionais da PGA
Para serem eleitos membros da PGA, aspirantes a profissionais de golfe (aprendizes) e estudantes passam por três níveis de cursos de educação, exames escritos, testes de simulação, seminários e devem passar no Teste de Habilidade de Jogo da PGA. Esses homens e mulheres têm a opção de buscar a educação PGA por meio de estudo autodidata, pelo uso de Universidades de Gerenciamento de Golfe PGA credenciadas (atualmente 18 universidades nos Estados Unidos oferecem um programa PGA Golf Management), ou por meio de um programa acelerado do Programa de Gestão de Golfe PGA.